# Don McNeill

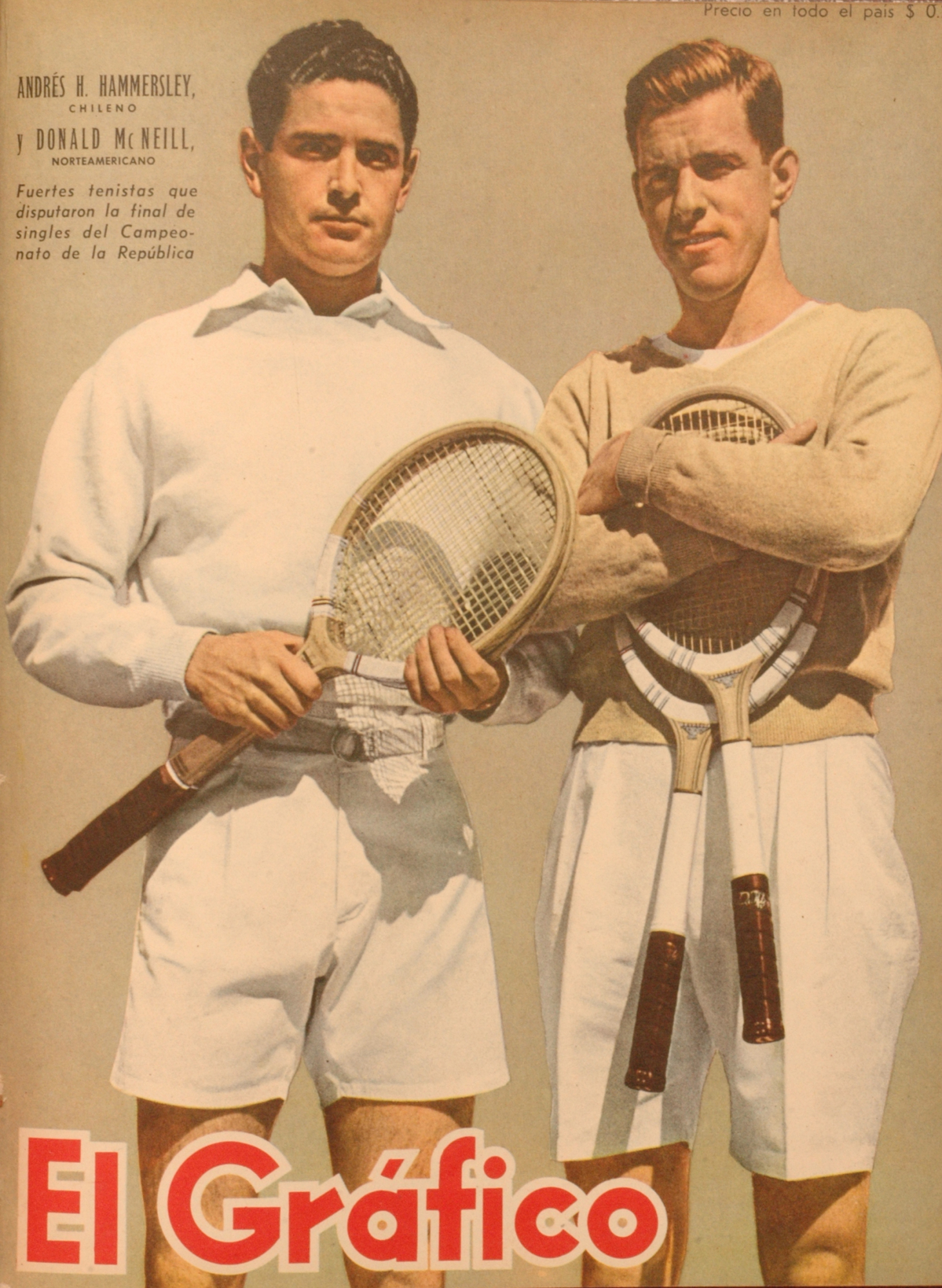
Andrés Hammersley y McNeill en la portada de la revista El Gráfico en 1942.

William Donald "Don" McNeill (30 de abril de 1918-28 de noviembre de 1996) fue un tenista estadounidense que llegó a ser campeón tanto en individuales como en dobles del Campeonato Francés y del Campeonato Estadounidense  a finales de los años 1930 y principios del 1940.

## Torneos de Grand Slam

### Campeón Individuales (2)
| Año  | Torneo                            | Oponente en la final | Resultado           |
| 1939 | Campeonato Francés                | Bobby Riggs          | 7-5 6-0 6-3         |
| 1940 | US National Singles Championships | Bobby Riggs          | 4-6 6-8 6-3 6-3 7-5 |

### Campeón Dobles (2)
| Año  | Torneo                            | Pareja         | Oponentes en la final        | Resultado            |
| 1939 | Campeonato Francés                | Charles Harris | Jean Borotra Jacques Brugnon | 4-6 6-4 6-0 2-6 10-8 |
| 1944 | US National Doubles Championships | Bob Falkenburg | Bill Talbert Pancho Segura   | 7-5 6-4 3-6 6-1      |

### Finalista Dobles (1)
| Año  | Torneo                            | Pareja         | Oponentes en la final       | Resultado             |
| 1946 | US National Doubles Championships | Frank Guernsey | Gardnar Mulloy Bill Talbert | 6-3 4-6 6-2 3-6 18-20 |